# Тираспольский 131-й пехотный полк
131-й пехотный Тираспольский полк — пехотная воинская часть Русской императорской армии.
Старшинство — с 25 июня 1700 года.
Полковой праздник: 6 августа.

## Предыстория
- 24 июня 1700 года — сформирован генералом князем Репниным в низовых городах пехотный Ивана Англера полк.
- 1702 — пехотный Тимофея Трейдена полк.
- 1708 — Пермский пехотный полк.
- 29 ноября 1798 года — мушкетерский генерал-майора Пущина 2-го полк.
- 1800 — мушкетерский генерал-майора Гартунга полк.
- 1800 — мушкетерский генерал-майора Риттера полк.
- 1801 — мушкетерский генерал-майора Вимпена полк.
- 31 марта 1801 года — Пермский мушкетерский полк.
- 16 мая 1803 года — одна рота отчислена на формирование Волынского мушкетерского полка.
- 22 февраля 1811 года — Волынский пехотный полк.
- 23 августа 1856 года — 4-й действующий батальон переименован в 4-й резервный и отчислен в резервные войска, 5-8-й батальоны расформированы.

## Формирование
- 6 апреля 1863 года — из 4-го резервного и бессрочноотпускных 5-го и 6-го батальонов Волынского пехотного полка сформирован Волынский резервный пехотный полк в составе 2-х батальонов.
- 13 августа 1863 года — Волынский резервный пехотный полк переформирован в 3 батальона и назван Тираспольским пехотным полком.
- 25 марта 1864 года — 131-й пехотный Тираспольский полк.
- 1 января 1898 года — 131-й пехотный Тираспольский генерал-адъютанта Ванновского полк.
- 4 марта 1904 года — 131-й пехотный Тираспольский полк.

## Знаки отличия
1. Полковое знамя Георгиевское с надписями: «За отличие в сражении при Бар-Сюр-Обе 15 Февраля 1814, за Севастополь в 1854 и 1855 годах и за Аблову 24 Августа 1877 года» и «1700-1900». С Александровской юбилейной лентой (Выс. пр. от 25.06.1900 г.). Первое отличие пожаловано в 1814 году Пермскому пехотному полку, второе отличие пожаловано Волынскому полку.
2. Знаки на головные уборы с надписью:
  1. в 1-м, 2-м, 4-м батальонах: «За Севастополь в 1854 и 1855 годах»
  2. в 3-м батальоне: «За Севастополь с 13 Сентября 1854 по 27 августа 1855 года».

Пожалованы 30 августа 1856 года 5-му и 6-му батальонам Волынского пехотного полка.
1. Георгиевские трубы с надписью: «За Аблову 24 августа 1877 года». Пожалованы 12 октября 1878 года.
2. Поход за военное отличие. Пожалован Пермскому пехотному полку в 1830 году за русско-турецкую войну 1828—1829 годов.

## Шефы
- 1 января 1898 — 4 марта 1904 года — генерал-адъютант Ванновский, Пётр Семёнович

## Командиры
- 21.04.1863[1] — 25.03.1864 — полковник Ловейко, Дормидонт Яковлевич
- 25.03.1864 — 28.04.1865[2] — полковник Нолле, Николай Иванович
- 10.05.1865 — 08.07.1868— полковник Цитлядзев, Георгий Павлович
- 08.07.1868 — 14.03.1876 — полковник Саранчов, Виктор Семёнович
- 21.03.1876 — 20.09.1877 — полковник Власенко, Александр Григорьевич
- 20.09.1877 — 15.05.1883 — полковник Синкевич, Антон Адамович
- 01.06.1883 — 24.03.1891 — полковник Гловацкий, Пётр Тимофеевич
- 01.04.1891 — 26.02.1894 — полковник Смирнов, Владимир Васильевич
- 03.03.1894 — 02.07.1898 — полковник Михайлов, Михаил Васильевич
- 27.07.1898 — 23.04.1901 — полковник Сиверский, Андрей Андреевич
- 07.05.1901 — 14.07.1903 — полковник Долгов, Дмитрий Александрович
- 14.07.1903 — 03.10.1906 — полковник Семёнов, Виктор Александрович
- 23.10.1906 — 03.05.1910 — полковник Федяй, Иван Иванович
- 03.05.1910 — 05.11.1913 — полковник Шевандин, Дмитрий Иванович
- 22.11.1913 — 27.08.1915 — полковник Хануков, Александр Павлович
  - на 15.03.1915 — командующий (?) полковник Осинский, Александр Антонович
- 13.11.1915 — 28.01.1916 — полковник Маевский, Михаил Феликсович
- 28.01.1916 — 14.04.1917 — полковник (с 29.07.1916 генерал-майор) Иванов, Фёдор Фёдорович
- 28.04.1917 — хх.хх.хххх — командующий подполковник Фокин, Константин Фёдорович

## Георгиевские кавалеры полка
- Кулешов, Василий Иванович